# Terrell Everett
Terrell Everett, né le 30 juin 1984 à Charleston (Caroline du Sud), est un joueur américain professionnel de basket-ball.

## Biographie
Terrell Everett commence sa carrière professionnelle à l'Élan sportif chalonnais lors de la saison 2006-2007. Il est le meneur titulaire de l'Élan cette saison-là. Sa rapidité, ses qualités de passe, sa vision du jeu et sa qualité à pénétrer dans les défenses adverses font même de lui l'un des tout meilleurs joueurs du championnat cette année-là. En demi-finale des playoffs à Roanne après avoir battu la Chorale de Roanne (82-87) avec ses 31 points, 9 rebonds et 6 passes signant ce qui constitue encore en 2009 la meilleure évaluation (37) signée par un Chalonnais (à égalité avec Gatlin, McDonald et Schilb). Il s'engage contre une meilleure rémunération à Nymburk, qui le coupe en 2007. Terrell Everett termine la saison à Dijon (11 pts et 2.9 passes en 22 min) avant de rallier la NBA D-League en 2008-2009 sous les maillots de Tulsa puis Bakersfield. Après une pige de 6 matches avec Hyères-Toulon, il joue contre son ancien club qui décide de le réengager pour la fin de saison.
En septembre 2012, il fait son retour en Pro A et signe au Cholet Basket. Il quitte Cholet le 2 janvier 2013.

## Palmarès
- 2004/2005 : Premier de la Saison Régulière Big 12
- 2004/2005 : All-Big 12 Honorable Mention
- 2005/2006 : Élu dans la Seconde équipe All-Big 12
- 2005/2006 : Élu dans l'Équipe USBWA All-NCAA District VI
- 2006/2007 : Participation au All Star Game LNB